# SPADEM
SPADEM (Société de la Propriété Artistique et des Dessins et Modèles)  — общество по защите авторских прав и сбору авторских вознаграждений, состоящее из художников и их наследников во Франции. Деятельность общества специализируется на определенных видах искусства, SPADEM аналогична другим организациям, которые отстаивают законные права художников.
Обществом проведен мониторинг всех существующих французских визуальных материалов, несанкционированное использование материалов было приостановлено, собранные стандартные сборы за использование произведений передавались авторам-членам общества за вычетом небольшого процента расходов администрации. SPADEM работает с аналогичными обществами по всему миру, с которыми существуют договоренности.